# Kretzschmaria zonata
Kretzschmaria zonata (sin. Ustulina zonata) è un fungo ascomicete parassita delle piante. Causa marciumi radicali su Ficus, mango, albero della gomma e albero del tè.